# ميكانو (فلم)
ميكانو فيلم روائي اجتماعي درامي رومانسي مصري، من تأليف وائل حمدي، ومن إخراج محمود كامل، عرض الفيلم في 27 يناير 2009.
الفيلم هو أول فيلم يخرجه المخرج محمود كامل، والمشاركة الأولى لتيم حسن في السينما المصرية.

## قصة الفيلم
تدور أحداث الفيلم حول مهندس متميز في مجال عمله «خالد الشهاوي»، الذي نجده دائم الارتباك لا يجيد التعامل مع الناس يتعامل مع رؤسائه من خلف ستار أخيه «وليد الشهاوي» الذي يتولى شؤونه الحياتية، نكتشف أنه مصاب بمرض فقدان الذاكرة قصير المدى، يتعرف في حفل لأحد مشاريعه والتي كان مجبرا على حضورها على مسؤولة التسويق المطلقة «أميرة»، تقع في غرامه بالرغم من تصرفاته المريبة، يبدو في البداية أن حب الاستطلاع والفضول هما من قاداها إلى التعرف أكثر على هذا المهندس الغامض، إلا أنهما قادوها إلى أجمل وأسوأ علاقة حب في حياتها، الأجمل لما ملأت به الشاشة من مشاعر كانت تتدفق لتغرق قاعة العرض بأجملها، والأسوأ لأنه من المستحيل عليها أن تكتمل، والسبب يرجع إلى المرض الذي يفقد خالد الذاكرة كل فترة، ليعود إلى سن السادسة

## الشخصيات
- تيم حسن: خالد الشهاوي
- نور: أميرة قنديل
- خالد الصاوي: وليد الشهاوي
- سميرة عبد العزيز: والدة أميرة
- رشا مهدي: دينا صديقة أميرة
- خالد محمود: يحيي طليق أميرة
- لطفي لبيب: د. جلال الورداني صاحب شركة ماجيكال
- رؤوف مصطفى: (الطبيب)
- ياسر الطوبجي: كريم زميل خالد
- سيد عبد الخالق: اشرف صديق دينا
- فيفي السباعي: والدة دينا
- سامي مغاوري: طلعت
- رفيق محسن: صلاح فواز

بالاشتراك مع:
- نفرتاري جمال: سكرتيرة الشركة
- نيفين الشامي: سكرتيرة أميرة
- نرمين بدر: فتاة ليل
- أحمد فتحي: خميس البواب
- مجدي توفيق - رياض حسين: مدعوان في الحفلة
- الأطفال: مصطفي جاد - سامر سعيد - حسن عبد الرحمن - أحمد عادل

## فريق العمل
- إخراج: محمود كامل (إخراج)
- قصة وسيناريو وحوار: وائل حمدي (قصة - سيناريو)
- تصوير: هشام سرى (مدير التصوير)
- المنتج الفني: عماد مراد
- مونتاج: مها رشدي
- الموسيقى التصويرية: تامر كروان (الموسيقى)
- أعداد شريط الصوت والمكساج: محمود عبد الله
- مهندس الديكور: عادل المغربي
- مهندس صوت: علمي عبد الستار
- الأنتاج والتوزيع الداخلي والخارجي: الشركة العربية للإنتاج والتوزيع السينمائي (أنتاج)و (توزيع)
- تصميم التترات: مؤنس عبد المنعم
- مدير الأنتاج: ثائر يوسف - علي حسن
- ستايليست غادة يوسف
- مونتيرة نيجاتيف: ليلي فهمي
- مساعد مخرج أول: اشرف نار
- مساعدوا الأخراج راندا يسري - هبة كامل - محمد حسن
- كلاكيت: عصمت
- مساعد مصور: شريف طلعت
- لودر: عمر حسام
- فوتوغرافيا: جمال حماد
- ميكنج: هاني لويس
- مونتير مساعد: مؤنس عبد المنعم - محمد بكر
- مساعد نيجاتيف: رضوان عفان
- مساعدوا الاننتاج: جورج غطاس - رامي بدر - مصطفي حسن - محمد عبد الوهاب
- ريجيسير: أحمد حسن
- شئون ممثلين: علاء سمير
- محاسب: أيمن محمود
- خدمات أنتاج: سعد ياسين - مجدي
- مساعدوا الصوت: بركات عبد الستار - كريم البهواشي - محمود سعيد
- مساعد مهندس الديكور: عبد الوهاب
- أكسسوار: ميمي المغربي - صالح المغربي - مختار زكي
- فيديوا أسست: ميكي - سيد جابر
- مشرف أضاءة: أشرف عبد القادر
- فني أضاءة: أحمد عبد الله - سامي عبد الغني - محمد ناجي - ياسر ربيع - محمود عبد المعبود
- مشرف كاميرا: عفت
- فني كايرا: عماد أبو زيد
- مشرف كرين: محمد حسين
- فني كرين: تايسون - كريم عبد الناصر - محمد عنتر - محمد المناوي - أحمد شعبان
- مساعدوا الملابس: نور غدية - أيمن هارون - تامر محمود
- ملابس تيم الحسن: أشرف لبيب
- ملابس نور: زينب محمد
- ملابس خالد الصاوي: سيد أسماعيل
- ملابس خالد محمود: سيد طاهر
- ملابس لطفي لبيب: أحمد
- ملابس رشا مهدي: مني
- ماكيير الفيلم: شريف هلال
- ماكيير نور: زينب
- ماكيير رشا مهدي: أيهاب محروس
- مساعدوا الماكيير: مصطفي معوض - أوشة
- كوافير الفيلم: أسامة درويش
- كوافير الفنانة نور: صبري عبد الدايم
- مساعدوا الكوافير: علاء ترك - هيثم دهب
- سيارات: ياسر نجم - الشيخ أحمد - محمد ديدا - طارق سالم - وليد - رجب أبو الطيور - أحمد قرصة - ناصر ردايو - حسام فاروق - فتحي القرافي - رمضان - أبراهيم سمير - أبو حجر
- بوفيه: رمضان - كريم

## روابط خارجية
- مقالات تستعمل روابط فنية بلا صلة مع ويكي بيانات
- صفحة الفيلم علي موقع فيلفان